# 조하
조하(1995년 12월 4일 ~ )는 대한민국의 가수다.

## 방송
- 스타 오디션 위대한 탄생 3 (2012) - 준우승
- 아티스탁 게임 (2022) - Top48(30위)
- 더 딴따라 (2024) - Top36

## 음반
- '위대한 탄생 3' TOP 4 생방송 경연 (2013)
- '위대한 탄생 3' TOP 3 생방송 경연 (2013)
- '위대한 탄생 3' Grand Final TOP 2 (2013)
- 떨려요 (with 일렉트로보이즈) (2013)
- 올해가 가고 (with 일렉트로보이즈, 브레이브걸스, 빅스타) (2013)
- 불후의 명곡 - 전설을 노래하다 (김광석 편) (2014)
- 불후의 명곡 - 전설을 노래하다 (설특집 1편) (2014)
- 내 얘기야 (2014)
- 불후의 명곡 - 전설을 노래하다 (이선희 1편) (2014)
- 음악여행 예스터데이 9회 (with 더원) (2014)
- 빈자리 (2014)
- 불후의 명곡 - 전설을 노래하다 (양희은 편) (2014)
- 불후의 명곡 - 전설을 노래하다 (이장희 2편) (2015)
- 점핑걸 OST '난 괜찮아' (2015)
- YOU SAY (2021)
- 헤어진 날까지 (2021)